# Besenbroich
Besenbroich ist ein aus einem Einzelhof bestehender Wohnplatz, der zur Stadt Lohmar im Rhein-Sieg-Kreis in Nordrhein-Westfalen gehört.

## Geographie
Besenbroich liegt im Südwesten Lohmars. Umliegende Ortschaften und Weiler sind Reelsiefen im Norden, Höngesberg, Peisel, Röttgen und Kreuznaaf im Nordosten, Ungertz im Osten, Donrath im Südosten, Süden und Südwesten, Büchel und Heppenberg im Südwesten, Meigermühle im Westen sowie Wielpütz und Scherferhof im Nordwesten.
Die Agger fließt westlich an Besenbroich entlang. Östlich in etwa 800 Meter Entfernung beginnt das Naturschutzgebiet Naafbachtal.
Besenbroich ist von großen landwirtschaftlich genutzten Wiesenflächen umgeben.

## Geschichte
Bis 1969 gehörte Besenbroich zu der bis dahin eigenständigen Gemeinde Halberg.

## Verkehr
Besenbroich liegt direkt an der Bundesstraße 484.